# Легейдо, Дмитрий Константинович
Дмитрий Константинович Леге́йдо (1880—1938) — святой Русской православной церкви, причислен к лику святых как мученик для общецерковного почитания в 2000 году.

## Биография
Дмитрий Легейдо родился в селе Большие Сорочинцы Миргородского уезда Полтавской губернии. Отец Дмитрия — зажиточный казак, занимался торговлей. В 1904 году Дмитрий окончил Тифлисскую Духовную семинарию и был рукоположён во диакона ко храму в селе Нины Ставропольской губернии. В том же году был рукоположён во священника и служил в храме в станице Неберджаевской Темрюкского отдела Кубанской области. В 1918 году в станице Небержаевской заступился за осуждённого на смерть красногвардейца, когда его уже повели на казнь и спас ему жизнь.
В августе 1931 года Дмитрий Легейдо был назначен служить в Вознесенскую церковь в городе Геленджике Краснодарского края. Своей активной пастырской деятельностью и проповедями священник привлёк внимание ОГПУ и 21 апреля 1932 года был арестован по обвинению в антисоветской религиозной деятельности, направленной против мероприятий советской власти. Дмитрий Легейдо виновным себя не признал. Выявить наличие антисоветской группировки путём допросов прихожан и местных жителей не удалось, однако 28 ноября 1932 года Особое Совещание при Коллегии ОГПУ приговорило отца Димитрия к трём годам ссылки в Казахстан, отбывал наказание в Чимкенте, работал инкассатором-счетоводом. Там 11 сентября 1937 года власти арестовали священника по обвинению в контрреволюционной деятельности, и он был заключён в чимкентскую тюрьму. Своей вины отец Дмитрий не признал, однако 19 ноября 1937 года тройка НКВД приговорила священника к десяти годам заключения в Исправительно-трудовом лагере. 21 января 1938 года Дмитрий Легейдо прибыл с алма-атинским этапом в 10-е отделение Бамлага. По обвинению в уклонении от работы 31 марта 1938 года, Особой тройкой УНКВД по Дальневосточному краю приговорён к расстрелу. Умер 23 марта 1938 г в тюрьме, до приведения приговора в исполнение, и был погребён в безвестной могиле.

## Канонизация и почитание
Причислен к лику святых новомучеников и исповедников Российских для общецерковного почитания Юбилейным Архиерейским собором Русской православной церкви, проходившим 13—16 августа 2000 года в Москве. Представлен Алматинской епархией.
В Геленджике, в соборе Вознесения Господня, в котором Дмитрий Легейдо служил до ареста в 1932 году, 23 марта в день памяти священномученика Дмитрия, совершаются праздничные богослужения и традиционный общеепархиальный крестный ход с иконой святого, в котором принимают участие клир епархии, прихожане Свято-Вознесенского собора, жители и гости города.
На стене храма Вознесения Господня (Геленджик) установлена мемориальная доска с образом Дмитрия Легейдо и надписью : «В этом храме в 1932—1933 годах нёс своё пастырское служение священномученик Дмитрий Легейдо (1880—1938), ныне прославленный в лике новомучеников и исповедников Церкви Русской».

### Дни памяти
- Собор новомучеников и исповедников Российских (воскресенье 25 января (7 февраля), если этот день совпадёт с воскресным днём, а если не совпадёт — то в ближайшее воскресенье после 25 января (7 февраля)
- День мученической кончины (1937) — 10 (23) марта